# Javier Cercas
Javier Cercas, španski pisatelj in kolumnist, * 1962, Ibahernando, Cáceres
Kot kolumnist sodeluje s časopisom El Pais. Delal je kot univerzitetni profesor jezikoslovja. Njegovo najuspešnejše delo Vojaki salamine je prevedeno La vanguardiav več kot dvajset državah in v več kot trideset jezikov. 

## Življenje
Javier Cercas se je rodil v Ibahernandu. Pri štirih letih se je z družino preselil v Gerono, vendar se je vsako leto vračal v rojstni kraj. Že v mladosti se je zanimal za literaturo. Nekateri člani njegove družine so bili falangisti, med njimi je tudi njegov oče. Zaradi tega je Cercas veliko razmišljal in bral o španski državljanski vojni. Leta 1985 je diplomiral iz hispanistike na Univerzi v Barceloni. Kasneje je na isti univerzi tudi doktoriral. Svoj prvi roman je napisal, ko je dve leti delal na Univerzi v Illinoisu. Od leta 1989 je delal kot profesor španske književnosti na Univerzi v Geroni. Poleg tega je pisal tudi članke za razne časopise. Je tudi redni sodelavec katalonske izdaje nedeljskega časopisa El Pais. Nekaj let je živel v Barceloni, nato se je leta 1999 z ženo in sinom vrnil v Gerono.

## Delo
V letu 2001 je objavil svoj roman Vojaki Salamine, ki je njegovo najbolj znano delo. Po delu je bil posnet tudi film, ki je bil predvajan dve leti pozneje. Režiral ga je David Trueba. Po tem romanu je Cercas zapustil delo profesorja in se posvetil samo pisanju. Njegov naslednji roman La velocidad de la luz je izšel leta 2005. Ta roman je bil izbran za knjigo leta v časopisih La Vanguardia in Que Leer. Prejel je tudi več nagrad. V svojih naslednjih romanih je ponovno dokazal, da je izjemen pisatelj. V svojem pisanju jehranil tematiko in zanimanje za zgodovino španske državljanske vojne. Njegova druga najbolj znana dela so: Anatomía de un instante (2009), Las leyes de la frontera (2012), El impostor (2014) in El monarca de las sombras (2017) V slovenščino sta prevedena romana Vojaki Salamine (prevod: Gašper Kralj, Tina Malič (COBISS)) in Motiv (Prevod: Ferdinand Miklavc (COBISS)). Za njegova dela je značilno, da se zgodba gradi na resničnih dejstvih, ki pa se prepletajo s fikcijo. V svoja dela vključuje tudi avtobiografske elemente.

### Vojaki Salamine
Vojaki Salamine je roman, napisan v prvi osebi. Razdeljen je na tri dele. Prvi del prinanaša zgodbo Rafaela Sáncheza Mazasa, za katero se zanima novinar, ki je avtor sam. Odloči se, da bo zgodbo raziskal in napisal. Drugi del je zgodba o pisatelju. Tretji del pa je pripoved o nekdanjem vojaku, ki Sancheza Mazasa ne ubije.Prvoosebni pisatelj romana, novinar, si želi postati znani pisatelj. Zaradi neuspeha, postane brezvoljen, zaradi česar mu razpade zakon. Spet si poišče službo pri nekem časopisu, vendar ga to delo ne veseli. Zaradi dela mora napisati intervju z enim izmed znanih profesorjev. Ob pogovoru z njim ga pritegne zgodba o njegovem očetu, pisatelju Sánchezu Mazasu. Sánchez Mazas je bil eden izmed ustanoviteljev falange. Zaradi vojne se je moral pisatelj dolgo skrivati, vendar so ga ujeli. Odpeljali so ga v zapor, z namenom, da ga bodo kasneje likvidirali. Ko je prišel čas za likvidacijo se Sánchez Mazas odloči pobegniti, kar mu tudi uspe. Po gozdu ga iščejo republikanski vojaki. Eden izmed njih ga opazi. To srečanje Sáncheza Mazasa in republikanskega vojaka iz oči v oči, kasneje postane vodilo novinarjevega dela. Republikanski vojak se ostalim zlaže, da ga ni opazil in mu s tem reši življenje. Naslednjih nekaj dni svojega življenja Mazas preživi še s tremi vojaki oziroma dezerterji iz republikanske vojne, ki so se vojne naveličali. Ko je vojne konec in zmaga Franco, Sánchezu podeli politično funkcijo. Sánchez Mazas iz ječe reši svoje prijatelje, s katerimi se je skrival v gozdu. V delu so poimenovani kot »prijatelji iz hoste«. Novinarja najbolj zanima, zakaj ga tisti republikanski vojak ni ubil. Njegovo delo zato postane iskanje vojaka. Novinar sledi poti Sáncheza Mazasa in se srečuje z mnogimi ljudmi, ki bi pripomogli k nadaljevanju oziroma reševanju zgodbe. Kljub temu, da je Sánchez Mazas imel možnost rešiti veliko zapornikov, ga Španci prezirajo. Tudi v romanu je bolj ali manj predstavljen kot strahopeten lik. Skozi roman spremljamo tudi zgodbo o pisatelju, ki se na svoji pisateljski poti srečuje z raznimi ovirami in pisateljskimi blokadami. Kot ženski lik je v romanu prisotna tudi pisateljeva partnerica, ki pa je predstavljena kot neizobražena ženska. Vendar ravno ona v pisatelja verjame in mu ne pusti obupati, zato je tudi ona de njegove uspešne zgodbe.
Za ta roman je avtor prejel številne nagrade:
1. Nagrada Salambó de Narrativa 2001
2. Nagrada Qué Leer
3. Nagrada Crisol
4. Nagrada Llibreter
5. Nagrada Cálamo 2011
6. Nagrada The Independent Foreign Fiction (Združeno kraljestvo)
7. Nagrada Grinzane Cavour (Italija)
8. Nagrada de la Crítica de Chile (Čile)
9. Nagrada Ciutat de Barcelona
10. Nagrada Ciudad de Cartagena
11. Medalla de Extremadura 2005

### Dela
- 1987 - El móvil
- 1989 - El inquilino (Motiv, prevod: Ferdinand Miklavc)
- 1997 - El vientre de la ballena
- 2001 - Soldados de Salamina (Vojaki Salamine, prevod: Gašper Kralj, Tina Malič)
- 2005 - La velocidad de la luz
- 2009 - Anatomía de un instante
- 2012 - Las leyes de la frontera
- 2014 - El impostor (Slepar, prevod: Sara Virk)
- 2017 - El monarca de las sombras
- 2019 - Terra Alta